# Olynthus obsoleta
Olynthus obsoleta is een vlinder uit de familie van de Lycaenidae. De wetenschappelijke naam van de soort werd als Eumaeus minyas obsoleta in 1926 gepubliceerd door Lathy.

## Synoniemen
- Olynthus ochraventris Austin & Johnson, 1998
- Olynthus pallens Austin & Johnson, 1998
- Olynthus purpuratus Austin & Johnson, 1998